# Ozren
Ozren är en bergskedja i Bosnien och Hercegovina. Den ligger i den centrala delen av landet, 90 km norr om huvudstaden Sarajevo.
Ozren sträcker sig 6,9 km i öst-västlig riktning. Den högsta toppen är Velika Ostravica, 915 meter över havet.
Topografiskt ingår följande toppar i Ozren:
- Bojište
- Kamenički Vis
- Krstata Ploča
- Oblic
- Velika Ostravica

I omgivningarna runt Ozren växer i huvudsak blandskog. Runt Ozren är det ganska tätbefolkat, med 83 invånare per kvadratkilometer.